# كولين ألين
كولن ألين (بالإنجليزية: Collin Allen)‏، واسمه الحقيقي كولن جيمس ألين  ، هو ناشط عالمي أصم، ولد في سيدني ، أستراليا . وهو حاليًا سادس رئيس للاتحاد العالمي للصم منذ عام 2011.

## سيرته
والديه ألفريد ومارجريت «مارجو» ألين  ، وأخته صم مثل كولن ألين. لغته الأم هي لغة الإشارة الأسترالية. خلال دراسته، رفضت جامعة الترحيب به بسبب صممه . في المؤتمر ال16 للاتحاد العالمي للصم في ديربان ، جنوب أفريقيا، انتخب الرئيس السادي للاتحاد العالمي للصم محرزا 41 من 71 صوتا وأعيد انتخابه في المؤتمر ال17 للاتحاد العالمي للصم في اسطنبول ، تركيا، لولاية ثانية. في 5 مارس 2016، انتخب كولن رئيسا للتحالف الدولي للإعاقة لمدة سنتين من 1 يوليو 2016  ،. يوم 24 مايو 2016، شارك كولن في اجتماع القمة العالمية الإنسانية وعبر عن نفسه بلغة الإشارة بجوار الأمين العام بان كي مون  ،.

## محطات حياته السياسية
- رئيس الرابطة الأسترالية للمثليين الصم : 1986 - 1990
- رئيس جمعية الصم (الأسترالية) : 1987 - 1994 ثم 1996 - 1999
- عضو مجلس الاتحاد العالمي للصم : 2003-2011
- رئيس الاتحاد العالمي للصم : 2011 - مستمر
- أول نائب رئيس للتحالف الدولي لذوي الإعاقة:[7] 2013 - 2016
- رئيس التحالف الدولي للإعاقة : 2016 - 2018

### روابط خارجية
- الموقع الرسمي
- الموقع الرسمي للاتحاد العالمي للصم